# Clemens Briels
Clemens Briels (Son, 1946) is een Nederlandse beeldend kunstenaar. In 1965 begint hij met een opleiding aan de Academie voor industriële vormgeving in Eindhoven met als doel kunstenaar te worden. Door allerlei omstandigheden komt hij in de reclame wereld terecht. Hij brengt het tot succesvol artdirector maar op 46-jarig leeftijd besluit hij definitief om kunstenaar te worden.
Inmiddels zijn zijn kunstwerken opgenomen in diverse gerenommeerde kunstcollecties. Clemens Briels is als éérste Nederlandse kunstenaar verkozen tot “Official Olympic Artist” voor de Olympische Winterspelen in Salt Lake City in 2002.
Zijn werk bestaat hoofdzakelijk uit schilderijen en sculpturen. Zijn schilderijen kenmerken zich door het gebruik van felle kleuren en de dieptewerking door reliëf op het doek toe te passen.
Clemens Briels woont in de Nederlandse vestingstad Heusden, waar ook zijn "Clemens Briels Art Centre" gevestigd is.